# Adelopoma stolli
Adelopoma stolli is een slakkensoort uit de familie van de Diplommatinidae. De wetenschappelijke naam van de soort werd voor het eerst geldig gepubliceerd in 1942 door E. von Martens als Diplommatina stolli.